# 斯通塔文 (新澤西州)
斯通塔文（英語：Stone Tavern）是位於美國新澤西州蒙茅斯縣的非建制地區。

## 地理
斯通塔文所處的海拔為高於海平面64米（即210英呎），而該地所採用的時區為UTC-5，即北美东部时区（EST）。同時該地設有夏令時間，為UTC-5調快一小時，即UTC-4（EDT）。